# Robert Van Osdel
Robert Van Osdel (Selma, 1 de abril de 1910-West Hollywood, 6 de abril de 1987) fue un atleta estadounidense, especialista en la prueba de salto de altura en la que llegó a ser subcampeón olímpico en 1932.

## Carrera deportiva
En los JJ. OO. de Los Ángeles 1932 ganó la medalla de plata en el salto de altura, con un salto de 1.97 metros, siendo superado por el canadiense Duncan McNaughton (oro también con 1.97 m pero en menos intentos) y por delante del filipino Simeon Toribio (bronce igualmente con 1.97 metros).